# Normandy (Tennessee)
Normandy és una població dels Estats Units a l'estat de Tennessee. Segons el cens del 2000 tenia 141 habitants.

## Demografia
Segons el cens del 2000, Normandy tenia 141 habitants, 53 habitatges, i 35 famílies. La densitat de població era de 236,7 habitants/km².
Dels 53 habitatges en un 34% hi vivien nens de menys de 18 anys, en un 45,3% hi vivien parelles casades, en un 13,2% dones solteres, i en un 32,1% no eren unitats familiars. En el 32,1% dels habitatges hi vivien persones soles l'11,3% de les quals corresponia a persones de 65 anys o més que vivien soles. El nombre mitjà de persones vivint en cada habitatge era de 2,66 i el nombre mitjà de persones que vivien en cada família era de 3,19.
Per edats la població es repartia de la següent manera: un 27% tenia menys de 18 anys, un 13,5% entre 18 i 24, un 29,8% entre 25 i 44, un 23,4% de 45 a 60 i un 6,4% 65 anys o més.
L'edat mediana era de 34 anys. Per cada 100 dones de 18 o més anys hi havia 98,1 homes.
La renda mediana per habitatge era de 40.938 $ i la renda mediana per família de 48.125 $. Els homes tenien una renda mediana de 31.429 $ mentre que les dones 18.036 $. La renda per capita de la població era de 17.729 $. Entorn del 3,2% de les famílies i el 8,8% de la població estaven per davall del llindar de pobresa.

## Poblacions més properes
El següent diagrama mostra les poblacions més properes.